# Войнаровський Юрій Васильович
Юрій Васильович Войнаровський (25 вересня 1956, Нововолинськ, УРСР, СРСР) — музично-громадський діяч. Заслужений діяч мистецтв України (2005). Закінчив Львівську консерваторію (1985; клас О. Лучанка). Працював артистом симфонічних оркестрів Львівської консерваторії (1982—1983) та філармонії (1983—1985); художнім керівником (1985—1987), директором (1987—1991) Луцького міського Будинку культури. Від 1991 — начальник управління культури Луцької міської ради. Від 1994 — засновник та директор міжнародного фестивалю «Поліське літо з фольклором» (Луцьк). Автор ідеї та засновник фестивалю «З іменем єдиним» (присвячений 2000-літтю Різдва Христового), конкурсів вертепів і різдвяних дійств «З Різдвом Христовим» (1991—2000), «Юні таланти міста» (1993).

## Життєпис
Народився 25 вересня 1956 року у місті Нововолинську Волинської області. Через три роки родина переїхала на проживання в село Журавники Горохівського району. Там пройшли його шкільні роки і розвивався  музичний талант, який всіляко підтримували його батьки. Мама Войнаровська Галина Карпівна народила і виховала 13 дітей, нагороджена орденом «Мати-героїня». У великій сім'ї Юрій — найстарший.
В Журавниківській школі був солістом хору, співав в вокальному квартеті хлопчиків під керівництвом Степана Кривенького. Навчався по класу скрипки в Горохівській музичній школі, згодом закінчив Луцьке державне музичне училище.
Трудову діяльність розпочав 1979 року викладачем по класу скрипки в Горохівській музичній школі.
Вищу освіту отримав у Львівській державній консерваторії імені Миколи Лисенка (1980—1985 рр.), де здобув спеціальність викладача, соліста оркестру. Під час навчання в консерваторії два роки працював артистом симфонічного оркестру Львівської обласної філармонії.
З серпня 1985 року працював художнім керівником Луцького міського будинку культури.
У 1987 році призначений директором Луцького міського будинку культури.
З 1991 року  по жовтень 2009 року очолював управління культури Луцької міської ради. Одночасно, впродовж 18 років на громадських засадах, був директором народного дому «Просвіта».
З  2009 року по 2021 рік займав посаду директора Палацу культури міста Луцька.
З ініціативи  та за сприяння Войнаровського Ю. В. в Луцьку організовано та проведено ряд конкурсів та фестивалів;
- з 1991 року  у місті Луцьку проводиться міський конкурс вертепів «З Різдвом Христовим!», метою якого є не лише відродження і збереження традиційної вертепної драми, а і пошук нових текстів і постановок вертепу з волинським колоритом, де його учасники — колективи загальноосвітніх шкіл міста, дошкільних закладів, шкіл естетичного виховання.
- у 1992 році започаткував у місті Луцьку  фестиваль «Різдвяні піснеспіви», де звучать колядки, щедрівки, різдвяні дійства, православна хорова музика у виконанні творчих колективів установ культури, навчальних закладів, громадських організацій та родинних колективів
У 2000, 2004 та 2008 роках з ініціативи Войнаровського був проведений міський фестиваль «З Іменем Єдиним» за участі хорових колективів всіх релігійних конфесій Волині, мета якого — популяризація церковного хорового співу, як складової частини духовно-культурного життя громади.
У 2019 році — організував перший на Волині Міжнародний Фестиваль «ЛіраФест», в якому взяли участь 14 лірників  з Білорусі, Литви, Польщі  та України.
У 1994 році Войнаровський Ю. В., як автор і засновник проекту започаткував у місті Луцьку Міжнародний  фестиваль «Поліське літо з фольклором», який проходив щорічно, а з 2000 року — раз у два роки, під егідою Міжнародної Ради Організації Фестивалів Фольклору та Традиційних Мистецтв (CIOFF), що діє при ЮНЕСКО. Його особливістю є проведення фестивалю почергово в двох країнах — Україні (місто Луцьк) та Польщі (місто  Влодава).
У 1996 році, за рекомендацією Міністра культури України Юрія Богуцького, голови Волинської обласної державної адміністрації Бориса Клімчука та Луцького міського голови Антона Кривицького було створено Українську Національну Секцію CIOFF, осередок якої був у місті Луцьку
В жовтні 1996 року на Генеральній асамблеї CIOFF в Пуерто-Ріко Україна була прийнята 69 повноправним членом цієї організації. Юрія Войнаровського в цьому ж році було обрано віце-президентом, а в 2001 році — президентом Української секції CIOFF.
Як національний делегат України, Войнаровський Ю. В. брав участь у  Світових Конгресах CIOFF в Греції (1997 р.), Китаї (1998 р.), Бразилії (1999 р.). США (2000 р.), Португалії (2001 р.,), Франції (2003 р.), Болгарії (2006 р.), Південно-Африканській республіці (2005 р.), Кореї (2012 р.).
Згідно вимог Міністерства культури України у Міжнародному фестивалі повинні брати участь колективи не менше, як з п'яти країн світу, протягом  п'яти років колективи не повинні повторюватися, а тривалість фестивалю повинна бути не менше п'яти днів.
За 15-ть фестивальних років — з 1994 по 2018 р. р.  у міжнародному фестивалі «Поліське літо з фольклором» в місті Луцьку взяли участь 7836 учасників, з них — 99 зарубіжних колективів з 47-ми  країн світу та 102 колективи з України. Фестиваль став святом для лучан та гостей міста, під час якого на організованих майданчиках звучав автентичний фольклор багатьох країн світу.
За час проведення Міжнародного фестивалю « Поліське літо з фольклором» лучани та  гості міста мали змогу ознайомитись з фольклорним мистецтвом:
1994 р. — Аргентини, Заїру, Ізраїлю, Філіппін, Фінляндії, Чехії, Польщі;
1995 р.– Індії, Росії (Адигеї), Македонії, Молдови, Угорщини, Югославії, Польщі;
1996 р.– Аргентини, Білорусі, Греції, Росії (Чукотка), Польщі, Кіпру, Китаю, Нової Зеландії, Чехії;
1997 р. — Білорусі, Італії, Македонії, Польщі, США, Туреччини;
1998 р. — Грузії, Мексики, Нової Зеландії (острови Кука), Південної Кореї, Польщі;
1999 р. –  Аргентини, Парагваю, Польщі, Румунії, Тайваню, Чілі;
2000 р. –  Китаю, Німеччини, Перу, Польщі, США, Росії;
2002 р. — Болгарії, Ізраїлю, Польщі, Росії, Словаччини, Колумбії, Литви, Франції;
2004 р. — Англії, Індії, Іспанії, Таїланду, Туреччини, США, Польщі;
2006 р. — Італії, Карелії, Того, Португалії, Польщі.
2008 р. –  Ізраїлю, Кіпру, Канади, Мартиніки, Мексики, Польщі, Чехії.
2010 р. — Білорусі, Індонезії, Польщі, Туреччини, Росії, Сербії.
2012 р. — Ізраїлю, Конго, Литви, Румунії, Словенії, Мексики, Туреччини.
2016 р. — Грузії, Кіпру, Південної Кореї, Тайваню, Ізраїлю, Польщі, Білорусі.
2018 р. –  Мексики, Італії, Єгипту, Туреччини, Литви, Індії.
Войнаровський Ю. В. піклується і сприяє творчому зростанню різним мистецьким колективам міста Луцька, співпрацює з молоддю, релігійними та громадськими організаціями, організовує і проводить різноманітні мистецькі конкурси, свята, акції, виставки в Луцьку, Волинській області та за межами України.

## Відзнаки, нагороди та визнання
У березні 1991 року нагороджений Почесною грамотою Президії Верховної Ради УРСР.
У 1997, 1998 роках визнаний переможцем загальнонаціональної програми «Людина року» в номінації «Кращий діяч культури».
У 1998 році нагороджений орденом Преподобного Нестора Літописця.
У 2000 році нагороджений ювілейним орденом «Різдво Христове 2000».
У 2001 році нагороджений Почесною грамотою Міністерства культури і мистецтв України.
У 2002 році (Київ) отримав диплом загальнонаціональної програми
«Лідери регіонів».
У 2005 році — (Люблін, Польща) нагороджений медаллю «За заслуги перед Євро регіоном Буг».
У 2006 році нагороджений орденом Преподобного Іллі Муромця.
У 2007 році (Київ) — лауреат премії «Мистецький Олімп України».
У 2010 році — лауреат премії «Людина року Волинського краю» в номінації «Діяч культури року».
У 2013 році нагороджений орденом 1025- річчя Хрещення Київської Русі.
У 2013 році отримав Почесну відзнаку Асоціації міст України.
У 2016 році нагороджений орденом Святителя Миколая Чудотворця.
У 2018 році нагороджений медаллю Волинської ікони Пресвятої Богородиці.
У 2019 році нагороджений Срібним знаком CIOFF.
Неодноразово нагороджувався Почесними грамотами Волинської обласної державної адміністрації, Волинської обласної ради, Луцької міської ради, управління культури Волинської обласної державної адміністрації.
У 2005 році Войнаровському Ю. В. присвоєно почесне звання «Заслужений діяч мистецтв України».